# 聖尚德蒙捷訥夫教堂

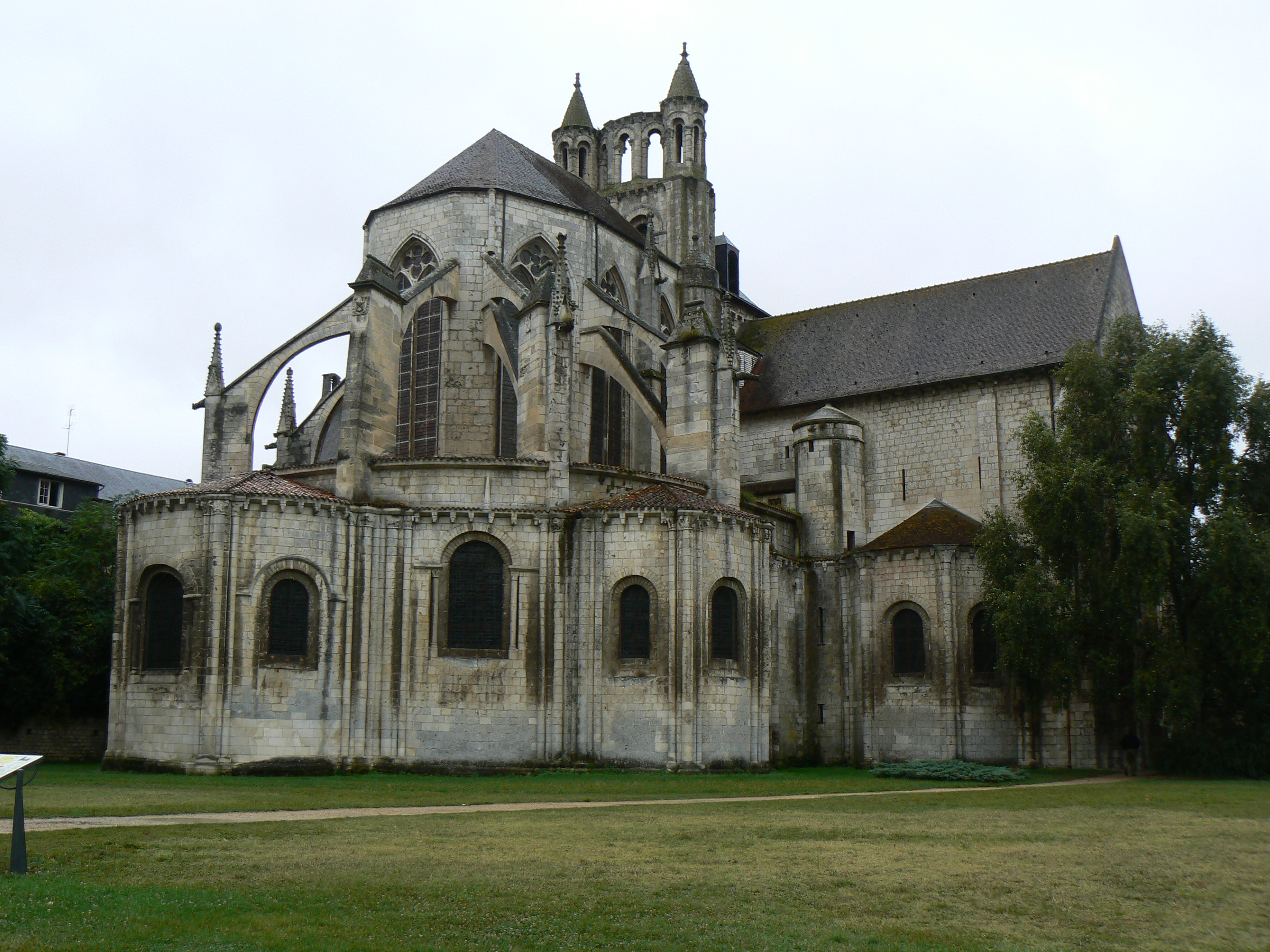
普瓦捷德蒙捷訥夫教堂

蒙捷訥夫教堂（法語：Abbaye Saint-Jean de Montierneuf de Poitiers) 是位於法國城市普瓦捷的一座天主教教堂。教堂始建于於11世紀，是一座混合式建築。西面为罗曼式建筑，东面呈典型的哥特风格。。1840年，教堂被列入法國文物保护单位名单。